# Kremlin Cup 2021 - Qualificazioni singolare maschile
Le qualificazioni del singolare del Kremlin Cup 2021 sono state un torneo di tennis preliminare per accedere alla fase finale della manifestazione. I vincitori dell'ultimo turno sono entrati di diritto nel tabellone principale. In caso di ritiro di uno o più giocatori aventi diritto, a questi sono subentrati i Lucky loser, ossia i giocatori che hanno perso nell'ultimo turno ma che avevano una classifica più alta rispetto agli altri partecipanti che avevano comunque perso nel turno finale.

## Teste di serie
1. Egor Gerasimov (qualificato)
2. Ričardas Berankis (ultimo turno)
3. Radu Albot (primo turno)
4. Damir Džumhur (qualificato)

1. Jurij Rodionov (ultimo turno)
2. Zdeněk Kolář (ultimo turno)
3. Marc Polmans (primo turno)
4. Elias Ymer (ultimo turno)

### Qualificati
1. Egor Gerasimov
2. Borna Gojo

1. Illja Marčenko
2. Damir Džumhur

## Tabellone

### Legenda
| - Q = Qualificato - WC = Wild card - LL = Lucky loser | - ALT = Alternate - SE = Special Exempt - PR = Protected Ranking | - w/o = Walkover - r = Ritirato - d = Squalificato |

### Sezione 1
|  | Primo turno | Primo turno         | Primo turno         | Primo turno | Primo turno |  |  | Ultimo turno | Ultimo turno   | Ultimo turno | Ultimo turno | Ultimo turno |  |
|  |             |                     |                     |             |             |  |  |              |                |              |              |              |  |
|  | 1           | Egor Gerasimov      | Egor Gerasimov      | 6           | 6           |  |  |              |                |              |              |              |  |
|  |             | Ramkumar Ramanathan | Ramkumar Ramanathan | 3           | 4           |  |  | 1            | Egor Gerasimov | 6            | 1            | 6            |  |
|  | Alt         | Pavel Kotov         | Pavel Kotov         | 2           | 3           |  |  | 8            | Elias Ymer     | 4            | 6            | 2            |  |
|  | 8           | Elias Ymer          | Elias Ymer          | 6           | 6           |  |  |              |                |              |              |              |  |

### Sezione 2
|  | Primo turno | Primo turno       | Primo turno       | Primo turno | Primo turno |  |  | Ultimo turno | Ultimo turno      | Ultimo turno | Ultimo turno | Ultimo turno |  |
|  |             |                   |                   |             |             |  |  |              |                   |              |              |              |  |
|  | 2           | Ričardas Berankis | Ričardas Berankis | 6           | 6           |  |  |              |                   |              |              |              |  |
|  |             | Dmitrij Popko     | Dmitrij Popko     | 4           | 1           |  |  | 2            | Ričardas Berankis | 6            | 5            | 4            |  |
|  |             | Borna Gojo        | Borna Gojo        | 7           | 6           |  |  |              | Borna Gojo        | 4            | 7            | 6            |  |
|  | 7           | Marc Polmans      | Marc Polmans      | 65          | 2           |  |  |              |                   |              |              |              |  |

### Sezione 3
|  | Primo turno | Primo turno    | Primo turno    | Primo turno | Primo turno |  |  | Ultimo turno | Ultimo turno   | Ultimo turno   | Ultimo turno | Ultimo turno |  |
|  |             |                |                |             |             |  |  |              |                |                |              |              |  |
|  | 3           | Radu Albot     | Radu Albot     | 65          | 3           |  |  |              |                |                |              |              |  |
|  |             | Illja Marčenko | Illja Marčenko | 7           | 6           |  |  |              | Illja Marčenko | Illja Marčenko | 6            | 6            |  |
|  | PR          | Denis Istomin  | Denis Istomin  | 4           | 2           |  |  | 5            | Jurij Rodionov | Jurij Rodionov | 4            | 1            |  |
|  | 5           | Jurij Rodionov | Jurij Rodionov | 6           | 6           |  |  |              |                |                |              |              |  |

### Sezione 4
|  | Primo turno | Primo turno    | Primo turno    | Primo turno | Primo turno |  |  | Ultimo turno | Ultimo turno  | Ultimo turno  | Ultimo turno | Ultimo turno |  |
|  |             |                |                |             |             |  |  |              |               |               |              |              |  |
|  | 4           | Damir Džumhur  | 69             | 6           | 6           |  |  |              |               |               |              |              |  |
|  | WC          | Maxim Zhukov   | 7              | 0           | 4           |  |  | 4            | Damir Džumhur | Damir Džumhur | 7            | 6            |  |
|  | WC          | Yaroslav Demin | Yaroslav Demin | 4           | 2           |  |  | 6            | Zdeněk Kolář  | Zdeněk Kolář  | 5            | 3            |  |
|  | 6           | Zdeněk Kolář   | Zdeněk Kolář   | 6           | 6           |  |  |              |               |               |              |              |  |